# Лазар Николов
Лазар Костов Николов е български композитор и музикален педагог, един от големите представители на българската музика през втората половина на XX век.

## Биография
Роден е на 26 август 1922 година в Бургас. Започва да проявява интерес към музиката от дете. Влияние му оказват неговите баща и брат, които се занимават активно с музика, но не са професионални музиканти. В детската си възраст Николов се опитва да свири на пиано и цигулка. В училище взима активно участие в училищните концерти. Прави първите си опити да композира около 16-годишна възраст. През 1946 година завършва Държавната музикална академия с пиано в класа на професор Димитър Ненов. Година по-късно завършва същото училище с композиция при професор Панчо Владигеров. Сред неговите преподаватели в академията са също Парашкев Хаджиев и Веселин Стоянов.
Творчеството на Николов е голямо и разнообразно. То включва две опери, шест симфонии, разработки за камерен, симфоничен и струнен оркестър, хорови песни, сонати за различни инструменти. Николов създава музика за театрални постановки и десетки български игрални и документални филми. Творбите му са изпълнявани в европейски държави, Бразилия, Канада, САЩ и други. Участва на музикални фестивали, сред които „Варшавска есен“ (1962, 1964 и 1968), „Загребско биенале“ (1967) и Витен (1998). Автор е на книгата „Моят свят“ (1998), в която са публикувани мисли, разговори и интервюта с композитора.
Освен композиторско творчество, Николов извършва педагогическа дейност. Преподава в Държавна музикална академия от 1961 година, където се пенсионира като професор по четене на партитури.
Два пъти е предлаган за член на Българската академия на науките. Първият път мястото му е заето от друга кандидатура, а вторият път Николов отказва да приеме академичното звание поради умора. Член е на Съюза на българските композитори и негов председател от 1992 до 1999 година.
Два пъти е отличаван със звание „доктор хонорис кауза“, съответно от Академията за музикално, танцово и изобразително изкуство (1997, за цялостно композиторско творчество) и от Държавната музикална академия „Панчо Владигеров“ (2002). Носител е на орден „Стара планина“ (1997).
Един от най-ревностните изпълнители на произведения на Лазар Николов е Цветана Иванова. Двамата реализират за БНР интегрален запис на произведенията му за пиано от периода 2002 – 2004 г.
Женен е за полякинята Анна-Лидия Николова. Двойката има син Ивайло (възпитаник на Музикалното училище) и дъщеря Детелина (аниматор).

## Избрано творчество
- „Концерт за струнен оркестър“ (1949)
- „Концертино за пиано и камерен оркестър“ (1964)
- „Симфонии за 13 струнни инструмента“ (1965)
- „Дивертименто-концертанте“ (1968, музика за камерен оркестър)
- „Прикованият Прометей“ (1969, опера)
- „Пианистични отблясъци“ (1970 или 1971, камерна музика за соло пиано)[4]
- „Чичовци“ (1971, опера)
- „Празник“ (1980, сюита)
- „Ленто“ (1990, музика за симфоничен оркестър)
- „Отблясъци и залез“ (1995, музика за симфоничен оркестър и мецосопран)
- „Тъжни и трагични песни и симфонии“ (1998)

## Филмография
- В тиха вечер (1960)